# 제16회 대종상
제16회 대종상의 시상식에 관한 내용이다.

## 수상 및 후보

### 최우수작품상
- 난중일기 - 한진흥업 수상

### 감독상
- 집념 - 최인현 수상

### 시나리오상
- 집념 - 이은성 수상

### 남우주연상
- 난중일기 - 김진규 수상

### 여우주연상
- 고가 - 윤미라 수상

### 남우조연상
- 초분 - 윤일봉 수상

### 여우조연상
- 산불 - 선우용여 수상

### 촬영상
- 집념 - 장석준 수상

### 편집상
- 집념 - 김희수 수상

### 조명상
- 문 - 서병수 수상

### 음악상
- 문 - 최창권 수상

### 미술상
- 난중일기 - 조경환 수상

### 녹음상
- 난중일기 - 김성찬 수상

### 신인상
- 고가 - 김기만 수상
- 처녀의 성 - 김영란 수상

### 우수반공영화상영상
- 캐논청진 공작 - 세경흥업 수상

### 우수작품상
- 집념 - 우성사 수상

### 우수문화영화상
- 중앙영화 수상

### 특별상
- 홍정현,박희준,진효진,천은아,차 훈 수상
- 이문걸 수상
- <한국의 건축> 제작소 수상